# スパードラ
スパードラ（イタリア語: Spadola）は、イタリア共和国カラブリア州ヴィボ・ヴァレンツィア県にある、人口約800人の基礎自治体（コムーネ）。

## 地理

### 位置・広がり

#### 隣接コムーネ
隣接するコムーネは以下の通り。括弧内のRCはレッジョ・カラブリア県所属を示す。
- ブロニャトゥーロ
- ジェロカルネ
- セッラ・サン・ブルーノ
- シンバーリオ
- ソリアネッロ
- スティーロ (RC)